# Álvaro Vallarta Ceceña
José Álvaro Vallarta Ceceña (25 de agosto de 1959 - Ciudad de México, 21 de octubre de 2004) fue un militar y político mexicano, miembro del Partido Revolucionario Institucional, fue senador y diputado federal.

## Biografía
Fue alumno del Colegio Militar, y ascendió por la escalafón del Ejército Mexicano hasta obtener el grado de general de división, se retiró del ejército y comenzó a ejercer cargos políticos. Fue senador por Nayarit de 1994 a 2000 y diputado federal por el I Distrito Electoral Federal de Nayarit a la LVIII Legislatura de 2000 a 2003. Durante sus periodos como legislador destacó como integrante de las Comisiones de Defensa Nacional y de Marina, tanto en el Senado como en la Cámara de Diputados.
Falleció en la Ciudad de México el 21 de octubre de 2004.